# Archidiecezja Coro
Archidiecezja Coro (łac. Archidioecesis Corensis) – archidiecezja Kościoła rzymskokatolickiego w Wenezueli. Należy do metropolii Coro. Została erygowana 12 października 1922 przez papieża Piusa XI bullą Ad munus jako diecezja Coro, zaś 23 listopada 1998 została podniesiona do rangi archidiecezji przez papieża Jana Pawła II mocą konstytucji apostolskiej Usque omnium.

## Ordynariusze

### Biskupi Coro
- Lucas Guillermo Castillo Hernández (1923 - 1939)
- Francisco José Iturriza Guillén SDB (1939 - 1980)
- Ramón Pérez Ovidio Morales (1980 - 1992)

### Arcybiskupi Coro
- Roberto Lückert (1993 - 2016)
- Mariano José Parra Sandoval (2016- 2023)
- Victor Hugo Basabe (od 2023)